# Berkelio
Il berkelio o berchelio è l'elemento chimico della tavola periodica che ha come simbolo Bk e come numero atomico 97.
Un elemento metallico radioattivo nella serie degli attinidi: il berkelio fu sintetizzato per la prima volta bombardando americio con particelle alfa (ioni di elio) e fu battezzato berkelio in onore della città statunitense di Berkeley, dove fu scoperto nel 1949. Il berkelio fu il quinto elemento transuranico ad essere sintetizzato.

## Caratteristiche
Quantità ponderabili di berkelio-249 (con un'emivita di 314 giorni) renderebbero possibile determinare alcune delle sue proprietà. Fino al 2004 non era stato ancora isolato nella sua forma elementare, ma si prevede che sia un metallo argenteo che si ossida facilmente all'aria ad alte temperature e si scioglie in acidi minerali diluiti.
Allo scopo di identificare vari composti del berkelio sono state usate tecniche di diffrazione a raggi X: sono stati esaminati diossido di berkelio (BkO2), fluoruro di berkelio (BkF3), ossicloruro di berkelio (BkOCl) e triossido di berkelio (BkO3). Nel 1962 venne isolata una quantità visibile ad occhio nudo (3 mg) di cloruro di berkelio. Fu la prima volta in cui venne prodotta una quantità osservabile di questo elemento.
Come gli altri attinidi, il berkelio si accumula nel tessuto scheletrico. Non ha alcun uso al di fuori della ricerca di base e non gioca alcun ruolo biologico.

## Storia
Il berkelio fu sintetizzato da Glenn Seaborg, Albert Ghiorso, Stanley G. Thompson e Kenneth Street Jr all'Università della California a Berkeley nel dicembre 1949. La squadra di ricercatori usò un ciclotrone per bombardare un bersaglio da un milligrammo di americio-241 con particelle alfa per produrre berkelio-243 (con un'emivita di 4,5 ore) e due neutroni liberi. Uno degli isotopi a più lunga vita di questo elemento, il berkelio-249 (emivita di 320 giorni), fu più tardi sintetizzato bombardando un bersaglio di 244Cm con un intenso fascio di neutroni.

## Isotopi
Sono noti 19 radioisotopi di berkelio, di cui i più stabili sono 247Bk con emivita di 1380 anni, 248Bk con emivita di più di 9 anni e 249Bk con emivita di 320 giorni. Tutti i rimanenti isotopi sono molto radioattivi, con emivite di meno di 5 giorni, e la maggior parte di meno di 5 ore. Questo elemento ha anche 2 stati metastabili, di cui il più stabile è il 248mBk (t½ 23,7 ore). Gli isotopi di berkelio hanno peso atomico che va da 235,057 (235Bk) a 254,091 (254Bk).